# Hail to England
Hail to England (englisch etwa für „Hoch lebe England“) ist das dritte Studioalbum der amerikanischen True-Metal-Band Manowar.

## Entstehung
Nach den Aufnahmen zu Into Glory Ride begab sich die Band wieder ins Studio, um neues Material aufzunehmen. Aus diesen Studiosessions entstanden gleich zwei Alben, die mit relativ kurzem Abstand im Jahre 1984 veröffentlicht wurden. Die Aufnahmen zu Hail to England fanden in den Phase One Studios in Toronto statt und dauerten 12 Tage. Die Studiokosten beliefen sich auf 20.000 US-Dollar. In der Grundausprägung ist dieses Album um einiges härter als der Vorgänger Into Glory Ride.
Der Albumtitel bezieht sich auf den Erfolg, den Manowar zu der Zeit in England hatte. Weniger erfolgreich verlief die Zusammenarbeit mit der damaligen Plattenfirma: Bereits das Nachfolgealbum Sign of the Hammer erschien ein halbes Jahr später wieder unter einem anderen Label.

## Veröffentlichung
Im Vereinigten Königreich erreichte das Album Platz #83 der Albencharts.
Das Album war jahrelang schwer auf CD zu bekommen. 1984 erschien in Europa eine sehr kleine Auflage von Roadrunner Records in der äußerst seltenen Slimline-Serie. Im Gegensatz zu den meisten Titeln dieser Serie (die überwiegend in Japan gepresst wurden), wurde diese CD (zusammen u. a. mit Metallica´s Kill ´em all) in Deutschland bei Pallas gepresst und gehört damit zu den ersten und den seltensten Metal-CDs überhaupt. Die Hülle der CD ist mit den heutigen Singlehüllen zu vergleichen, hat aber einen anderen Öffnungsmechanismus, bei dem das weiße Rückteil in der Mitte geknickt wird und die CD dadurch nach vorne herauszunehmen ist. Im Jahre 1987 erschien in Frankreich (für den europäischen Markt) eine weitere sehr rare Auflage von Music for Nations. Erst 1993 erschien eine größere CD-Auflage von Geffen Records, davor musste man sich mit Bootlegs begnügen. Um diesen Einstand zu promoten, wurde eine Box erstellt, die Hail to England, sein Vorgängeralbum und ein 15-minütiges VHS-Video beinhaltete und unter dem Namen Secrets of Steel veröffentlicht wurde. 2001 wurde Hail to England remastered als Silver Edition wiederveröffentlicht (Metal Blade Records under license from Ragnar Productions).

## Titelliste
1. Blood of My Enemies – 4:16
2. Each Dawn I Die – 4:21
3. Kill with Power – 3:57
4. Hail to England – 4:24
5. Army of the Immortals – 4:24
6. Black Arrows – 3:07
7. Bridge of Death – 8:58

Alle Titel wurden von Joey DeMaio geschrieben, außer Each Dawn I Die und Army of the Immortals von Joey DeMaio und Ross the Boss.

## Songinformationen
Black Arrows ist ein Instrumental, Joey DeMaio spielt darauf ein Piccolo-Bass-Solo.
Das Stück Army of the Immortals widmete die Band ihren Fans. Bis heute gilt es diesen als Hymne und sie bezeichnen sich selbst als „Armee der Unsterblichen“.
Nach dem Erscheinen von Venoms Album Black Metal (1982) kokettierten zahlreiche neue Metal-Bands mit einem satanischen Image; meist geschah dies jedoch, ohne diese Ideologie auch tatsächlich zu vertreten und meist auch ohne sich ernsthaft mit Satanismus zu beschäftigen, sondern vielmehr als Ausdruck von Rebellion. DeMaio schrieb mit Bridge of Death ein entsprechendes Lied, obwohl Manowar kein satanistisches Image adaptierte. Außerdem wurde es in Anlehnung an die Zahl 666 erstmals am 6. Juni 1986 live gespielt; ansonsten wird es jedoch zur Enttäuschung zahlreicher Fans fast nie bei Konzerten aufgeführt. Behandelt wird ein Teufelspakt, den der Protagonist für ein Leben voller Reichtum und Erfolg eingegangen ist und mit Blut und seiner Seele bezahlt hat. Diese beansprucht Satan nun für sich, und der Protagonist schwört ihm Treue und Gehorsam. Musikalisch kokettiert das Lied leicht mit dem Progressive Rock, in einem Mittelteil wird die gesprochene Treuebekundung gegenüber Satan mit einem „Demon-Voice“-Effekt unterlegt. Für Michael Hauptmann von Bloodchamber „bläst [Bridge of Death] auch heute noch sowohl von den Lyrics als auch von der Atmosphäre her alle noch so harten Black Metal Combos locker an die Wand.“

## Trivia
- Die Death-Metal-Band Edge of Sanity hat auf ihrem Album The Spectral Sorrow den Song Blood of My Enemies gecovert, ebenso die Power-Metal-Band Power Symphony auf ihrem Album Futurepast.
- Die Melodic-Death-Metal-Band Arch Enemy hat auf ihrer EP Dead Eyes See No Future den Song Kill with Power gecovert, ebenso die deutsche Metal-Band Powergod auf ihrem Album Bleed for the Gods im Jahre 2001.